# Kowarzia
Kowarzia är ett släkte av tvåvingar. Kowarzia ingår i familjen dansflugor.
Släktet innehåller bara arten Kowarzia tenella.